# دون نايلور
دون نايلور (بالإنجليزية: Don Naylor)‏ هو كاتب أمريكي، ولد في 31 مايو 1910 في تكساس في الولايات المتحدة، وتوفي في 5 نوفمبر 1991 في أتلانتا في الولايات المتحدة.